# カザレット・スパルターノ
カザレット・スパルターノ（伊: Casaletto Spartano）は、イタリア共和国カンパニア州サレルノ県にある、人口約1,400人の基礎自治体（コムーネ）。

## 地理

### 位置・広がり

#### 隣接コムーネ
隣接するコムーネは以下の通り。括弧内のPZはポテンツァ県所属を示す。
- カザルブオーノ
- カゼッレ・イン・ピッタリ
- ラゴネグロ (PZ)
- モリジェラーティ
- リヴェッロ (PZ)
- サンツァ
- トッラーカ
- トルトレッラ
- ヴィボナーティ